# 法拉格特号驱逐舰 (DDG-99)
法拉格特号驱逐舰（USS Farragut (DDG-99)）是美国海军阿利·伯克级驱逐舰的第四十九艘，以海军上将戴维·法拉格特命名。
法拉格特号驱逐舰于2004年1月9日在缅因州巴斯的巴斯钢铁厂安放龙骨，2005年7月23日下水，2006年6月10日服役。